# Atelopus petriruizi
Atelopus petriruizi é uma espécie de sapo da família Bufonidae. Ele é endêmico na Colômbia. Seu habitat natural são as florestas úmidas de montanhas, em áreas tropicais e subtropicais, e rios. Está ameaçado pela perda do seu habitat e, possivelmente, pode estar extinto dado que o seu último registro foi em 1996.